# Малиновское сельское поселение (Белгородская область)
Мали́новское се́льское поселе́ние — муниципальное образование в Белгородском районе Белгородской области России.
Административный центр — посёлок Малиновка.

## История
Малиновское сельское поселение образовано 20 декабря 2004 года в соответствии с Законом Белгородской области № 159.

## Население
| 2010  | 2011  | 2012  | 2013  | 2014  | 2015  | 2016  | 2017  | 2018  |
| ----- | ----- | ----- | ----- | ----- | ----- | ----- | ----- | ----- |
| 1810  | ↗1811 | ↗1818 | ↗1829 | ↘1796 | ↗1807 | ↘1798 | ↘1782 | ↘1747 |
| 2019  | 2020  | 2021  |       |       |       |       |       |       |
| ↘1744 | ↘1739 | ↘1729 |       |       |       |       |       |       |

## Состав сельского поселения
| № | Населённый пункт | Тип населённого пункта          | Население |
| - | ---------------- | ------------------------------- | --------- |
| 1 | Крестовое        | хутор                           | ↗3        |
| 2 | Малиновка        | посёлок, административный центр | ↘556      |
| 3 | Отрадное         | село                            | ↗770      |
| 4 | Петровка         | село                            | ↘413      |
| 5 | Толоконное       | село                            | ↘68       |